# HK AG36
Der HK AG36 ist ein von dem deutschen Waffenhersteller Heckler & Koch produzierter Granatwerfer im Kaliber 40 mm, der für das Sturmgewehr G36 konzipiert wurde. Der Granatwerfer wurde in zahlreiche Länder exportiert und kann inzwischen an eine Vielzahl von Sturmgewehren montiert werden. Der AG36 soll langfristig die Granatpistole 40 mm (HK69A1) in der Bundeswehr ablösen. Als alleinstehende Waffe ist es möglich, an den AG36 einen Schaft zu montieren und ihn so einzusetzen wie die HK 69 oder den alten amerikanischen M79.

## Geschichte

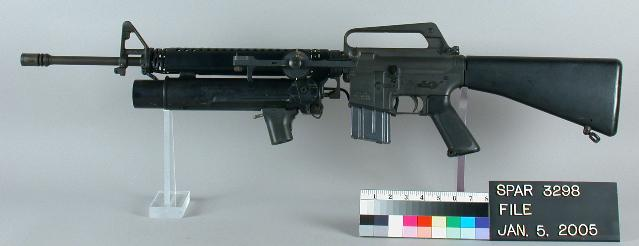
Colt AR-15 mit XM148

Als sich während des Vietnamkrieges abzeichnete, dass Infanterie auch in der Lage sein musste, Gegner in Deckung und leicht gepanzerte Fahrzeugen außerhalb der maximalen Wurfweite von Handgranaten zu bekämpfen, wurden vom Picatinny Arsenal die 40-mm-Granaten entwickelt. Anfangs wurden die Geschosse noch mit dem M79-Granatwerfer Blooper ins Ziel gebracht, bis mit dem Colt XM148 „the Bitch“ ein Unterlaufgranatwerfer für die AR-15-Serie entwickelt wurde. Aufgrund von Konstruktionsmängeln des in nur 47 Tagen entwickelten Werfers – unter anderem ein nicht frontgerechtes Abzugsdesign – wurde stattdessen der M203-Granatwerfer von AAI beschafft. Durch die Integration des Werfers in das Sturmgewehr konnte Gewicht gespart werden: Statt 2,7 kg für den M79 wogen die neuen Werfer XM148/M203 nur noch 1,3 kg, sodass der Schütze mehr Munition mitführen konnte.
Die Bundeswehr verwendet seit den 1970er-Jahren die Granatpistole HK69 zusammen mit dem vollautomatischen Gewehr HK G3, um 40-mm-Granaten verschießen zu können. Während der Entwicklung des HK G11 spielten Anbaugranatwerfer keine Rolle, so dass sich hier keine Verbesserung abzeichnete. Erst mit der Beschaffung des modernen HK G36 wurde auch mit der Entwicklung und Beschaffung eines modernen 40-mm-Unterlaufgranatwerfers begonnen. Die ersten Modelle des AG36-Werfers wurden der Truppe ab 2002 zugeführt. Im Rahmen des IdZ-Programms sollen die Granatwerfer ab 2013 mit dem Ballistikcomputer FCU-1.5M von FN ausgerüstet werden.
Heckler & Koch entwickelte für das HK XM8 ebenfalls eine Variante, die als XM320 bezeichnet wurde. Wie das Visier des XM8 wurde auch der Ballistikcomputer DNS des XM320 von Insight Technology entwickelt. Später wurde der Unterlaufgranatwerfer als M320 in die US-Armee übernommen, aber für die Aufnahme an Picatinny-Schienen umkonstruiert. Die Waffe ist auch stand-alone-fähig. In dieser Konfiguration wurde der AG36 auch an die Streitkräfte Kanadas (AG-C), der Niederlande (AG-NL) und Großbritanniens (L17A1) verkauft. Großbritannien beschaffte auch eine angepasste Version für das Enfield L85 mit der Bezeichnung L123A2.

## Überblick
Die Trefferquote von 40-mm-Granatwerfern ist sehr gering. Die US-Armee gibt beispielsweise für die M203/M320-Unterlaufgranatwerfer eine Trefferquote von 15 % in 100 m Entfernung an. Diese fällt auf nur noch 5 % in 250–300 m ab. In diesem Szenario waren die Ziele nur für 3 bis 8 Sekunden exponiert. Bei längerer Exponierung steigt die Trefferquote an, da die Soldaten mehr Zeit zum Entfernungsschätzen und Zielen haben: Bei einem Truppenversuchsschießen der Bundeswehr benötigten Schützen mit Leitervisier etwa drei Minuten und acht Schuss Munition, um drei Ziele auf unterschiedliche Distanzen zwischen 100 und 350 Metern zu bekämpfen. Die Ursachen für die geringe Trefferquote sind:
1. Die Entfernung zum Ziel muss geschätzt werden. Bei einem Vernichtungsradius von 5 m und einem Neutralisierungsradius von 15 m muss diese Schätzung sehr präzise sein.
2. Die Visierung erfolgt durch ein Leitervisier, dessen Entfernungsmarken in Schritten zu 50 m angegeben sind. Der Haltepunkt einer Zwischenentfernung muss abgeschätzt werden.
3. Die Kaliberlänge des Rohres ist sehr gering, ebenso die Mündungsgeschwindigkeit der Granaten, was zu einer sehr steilen, unpräzisen Flugbahn führt.
4. Die Granate explodiert beim Aufschlag am Boden, was ineffektiv ist. Schon kleine Geländehindernisse und -unebenheiten bieten dem Gegner Schutz vor Splitterflug.

Im Gegensatz zu Sturmgewehren, deren Trefferquote stochastisch ist und nur durch eine automatisierte Schussabgabe verbessert werden kann (siehe: Future Soldier/Waffen und Feuerunterstützung), können Granatwerfer durch Ballistikcomputer und luftzündende Granaten deutlich kampfwertgesteigert werden. Die Bundeswehr beschafft deshalb ab 2013 den Ballistikcomputer FCU-1.5M. Bei einem Vergleichsschießen konnten die FCU-Novizen die oben genannten Ziele in knapp anderthalb Minuten mit lediglich drei Granaten treffen, so dass fünf Granaten (ca. 1,15 kg) eingespart werden konnten, bei einem Gewicht der FCU von etwa 0,6 kg. Perspektivisch ist der nächste Schritt eine Verbesserung der Munition, was durch LV-Granaten mit Überlänge, Spring-Splittergranaten oder Air-Burst-Munition erreicht werden kann.

## Technik

### Aufbau
Der AG36 ist aus faserverstärktem Kunststoff und Aluminiumlegierungen gefertigt. Während schwach belastete Gehäusebauteile wie der Handgriff aus Polymeren hergestellt werden, ist der gezogene Lauf aus geschmiedetem Aluminium gefertigt. Die Lauflänge beträgt bei den Varianten AG40-2 und AG-C/EGLM 280 mm, bei der Version M320 nur 215 mm. Das Rohr ist am vorderen Ende mit dem Gehäuse verbunden und horizontal drehbar gelagert. Zum Laden und Entladen kann das hintere Rohrende nach dem Betätigen eines Rasthebels nach links ausschwenken. Dadurch können auch Granaten mit Überlänge geladen werden. Die Waffe verfügt über einen Double-Action-Only-Abzug, oberhalb des Abzugsbügels befindet sich der Schalter zum Entriegeln des Rohres, der ebenfalls mit dem Zeigefinger bedient werden kann. Zusätzlich ist ein beidhändig bedienbarer Wahlschalter für Sicher (S) und Feuer (F) oberhalb des Griffstücks angebracht, der mit dem Daumen erreicht werden kann.
Alle Versionen des AG36 wiegen etwa 1,5 kg und bieten die gleiche Funktionalität, unterscheiden sich aber in der Art der Montage an die Hauptwaffe. Bei den spezialisierten Versionen AG40-2 (G36), XM320 (XM8) und L123A2 (L85) muss der Vorderschaft des Sturmgewehres gewechselt werden; die Anbaugranatwerfer werden dadurch integraler Bestandteil der Hauptwaffe. Die Versionen M320, AG-C, AG-NL und L17A1 sind zur Montage an Picatinny-Schienen ausgelegt und können an jede beliebige Waffe montiert werden. Für jedes Modell existieren noch verschiedene Schäfte, um die Granatwerfer auch ohne Sturmgewehr einsetzen zu können (stand-alone).

### Zielhilfen

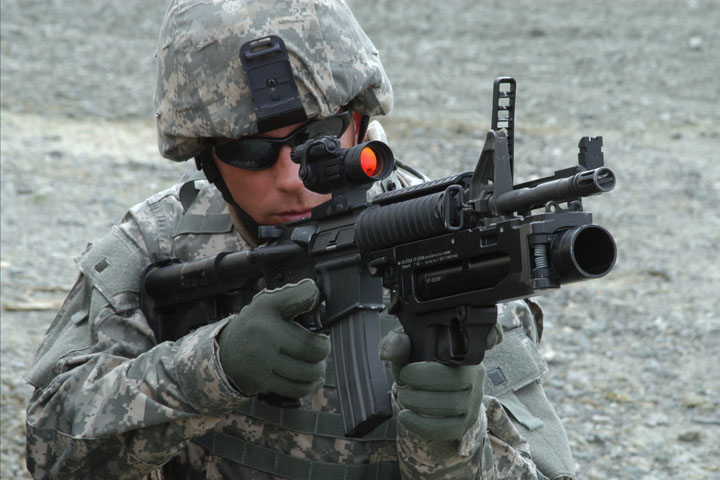
M4 mit M320 und Leitervisier

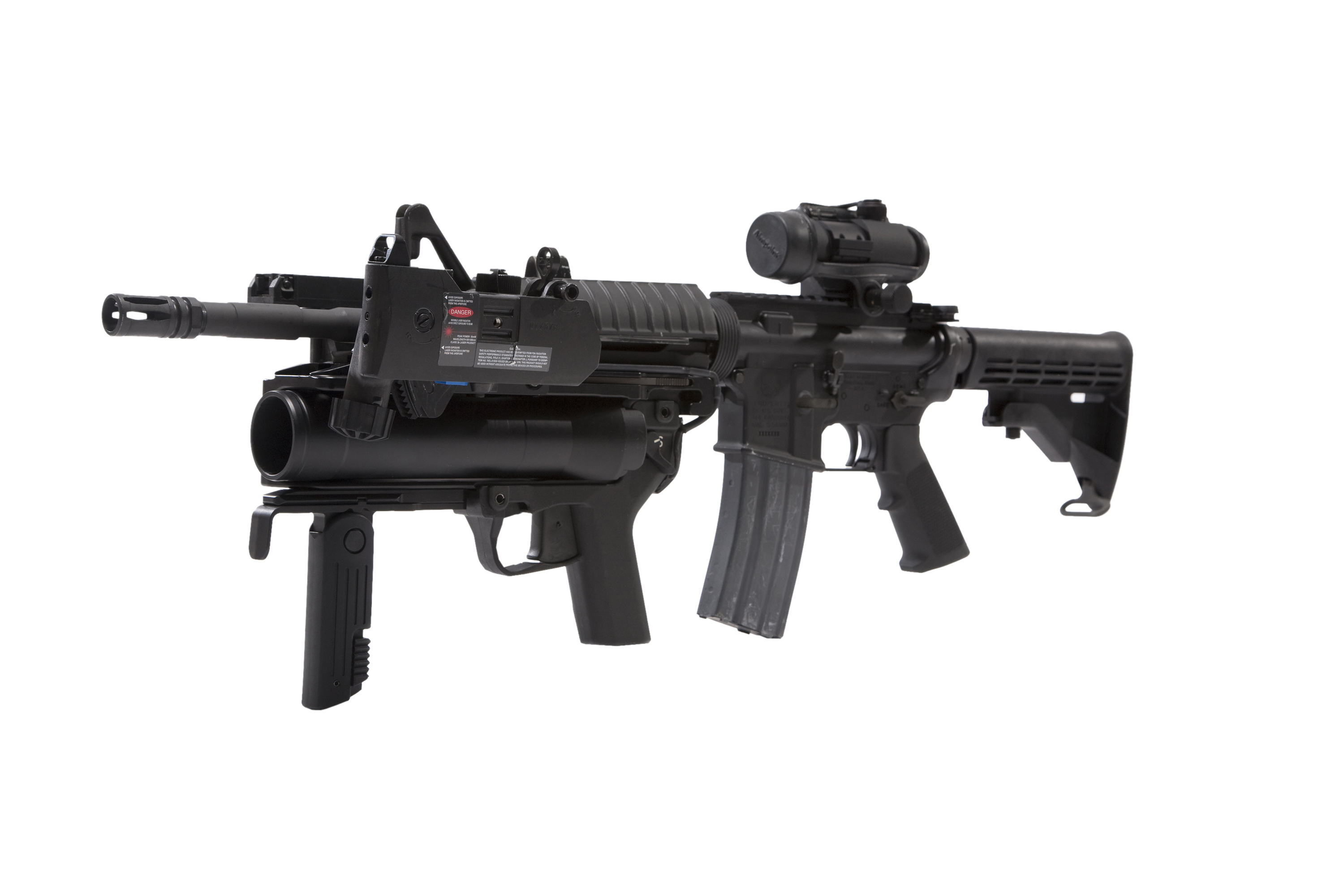
M4 mit M320 und Day/Night Sight

Das mechanische Leitervisier ist seitlich an der Anbauwaffe angebracht. Die Entfernungsmarken geben in Schritten zu 50 m Anhaltepunkte für Ziele in Entfernungen von 50 bis 400 m. Ebenso montiert ist eine so genannte Picatinny-Schiene zur Aufnahme eines Laserlichtmoduls (LLM) oder anderer Hilfsvisiere. Das Leitervisier besitzt zwei Skalen: Die linke Skala (gelb) wird für das Verschießen von Nahbereichsmunition im Bereich bis 30 m verwendet, die rechte Skala (weiß) für das Verschießen von Low-Velocity-Munition im Bereich bis 350 m.

Die US Army beschafft den M320 ab 2006 zusammen mit dem Day/Night Sight (DNS) von Insight Technology. Die Kombination aus M320 und DNS war als Bestandteil des HK XM8 geplant und wurde nach der Einstellung des Sturmgewehrprogramms zur Serienreife gebracht. Die M203-Variante wird als AN/PSQ-18A bezeichnet. Das Visier wiegt 440 Gramm und wird links an den Vorderschaft der Waffe montiert. Es besitzt Kimme und Korn sowie einen Infrarotlaser und -scheinwerfer. Die Entfernung zum Ziel muss manuell eingegeben werden und wird auf einem LCD am hinteren Ende angezeigt. Das komplette Visier rotiert dann um die Querachse, um sich auf den errechneten Elevationswinkel einzustellen. Ist die Waffe verkantet blinkt eine LED rot, die auf grün wechselt, wenn die Waffe korrekt gehalten wird. Wird die offene Visierung nun auf das Ziel gerichtet, schlägt die Granate nach dem Abschuss in der eingegebenen Entfernung ein.

Die British Army beschafft seit 2009 das Rapid Acquisition Aiming Module (RAAM), eine Gemeinschaftsentwicklung von Vectronix und Wilcox Industries. Das Gerät wird links am Vorderschaft des Sturmgewehrs an Picatinny-Schienen angebracht und wiegt etwa 500 Gramm. An dessen Oberseite befindet sich ein Reflexvisier, dessen Elevationswinkel von einem Servomotor verstellt werden kann. Der Schütze richtet das Reflexvisier auf das Ziel und drückt die „Engage“-Taste zum Messen der Entfernung. Der Laserstrahl mit einer Wellenlänge von 1550 nm kann Entfernungen von 50 bis 2000 m bestimmen, das RAAM berechnet aber nur zwischen 50 und 400 eine Feuerleitlösung. Ist diese bestimmt, dreht der Servomotor das Reflexvisier auf den korrekten Elevationswinkel ab. Der Schütze muss nun den Elevationswinkel der Waffe soweit erhöhen, bis der Rotpunkt im Reflexvisier sichtbar und auf dem Ziel liegt. Ist die Waffe verkantet, blinkt ein LED am hinteren Ende des RAAMs auf. Durch das Absehen mit variabler Helligkeit kann das System auch nachts eingesetzt werden. Zusätzlich können ein optischer (635 nm) und infraroter (850 nm) Laser als Deutschusshilfe aktiviert werden. Am hinteren Ende des RAAM befindet sich noch eine Segmentanzeige, um die gewählte Munitionssorte, die Trägerwaffe und die gemessene Entfernung anzuzeigen.

Die Bundeswehr beschafft ab 2013 den Ballistikcomputer FCU-1.5M von FN für das HK G36. Dieser wiegt etwa 600 Gramm und wird auf dem Vorderschaft des Sturmgewehrs montiert. Ein G36-Wechselmagazinschacht mit Drucktaster wird über ein Kabel mit dem Ballistikcomputer verbunden. Der Schütze kann so mit ausgestrecktem Abzugsfinger die Laserentfernungsmesstaste betätigen, nachdem er das rote Fadenkreuz im Sichtfenster der FCU auf das Ziel gerichtet hat. Die FCU sendet nun einen Laserpuls mit einer Wellenlänge von 1550 nm und einer maximalen Reichweite von über 900 m aus, welcher augensicher und nicht detektierbar ist. Der Ballistikcomputer berechnet nun den nötigen Elevationswinkel der Waffe; das Fadenkreuz im Sichtfenster wird nach unten korrigiert, beziehungsweise verschwindet aus dem Sichtfeld. Der Schütze muss nun den Elevationswinkel der Waffe ändern, während er das Ziel durch das Sichtfenster im Blick behält, bis das Fadenkreuz wieder von unten ins Sichtfeld wandert. Ist die Waffe verkantet, blinkt das Fadenkreuz, um den Schützen darauf aufmerksam zu machen. Die FCU-1.5M kann 50 verschiedene Munitionssorten ins Ziel bringen und durch das Absehen mit variabler Helligkeit auch nachts eingesetzt werden. Am hinteren Ende der FCU befindet sich noch eine Segmentanzeige, um die gewählte Munitionssorte, die Trägerwaffe und die gemessene Entfernung anzuzeigen.

### Munition
Der AG36 kann mit Ausnahme der High-Velocity-Munition (HV) alle Arten von 40-mm-Granaten verschießen: Kurze Low-Velocity-Granaten (LV) mit 40 × 46 mm, lange LV-Granaten mit 40 × 123 mm, überlange LV-Granaten mit 40 × 140 mm, Medium-Velocity-Granaten (MV) mit 40 × 46 mm und solche mit Überlänge 40 × 140 mm. Konkret ist die Beschaffung von MV-Munition nur in Großbritannien geplant. In der folgenden Liste wird nur die Munition der Bundeswehr vollständig aufgelistet, es handelt sich ausnahmslos um Low-Velocity-Granaten.
Spreng-Splittermunition (HE-FRAG)
- DM91 40 × 46 mm
- DM101 40 × 46 mm
- DM101A1 40 × 46 mm

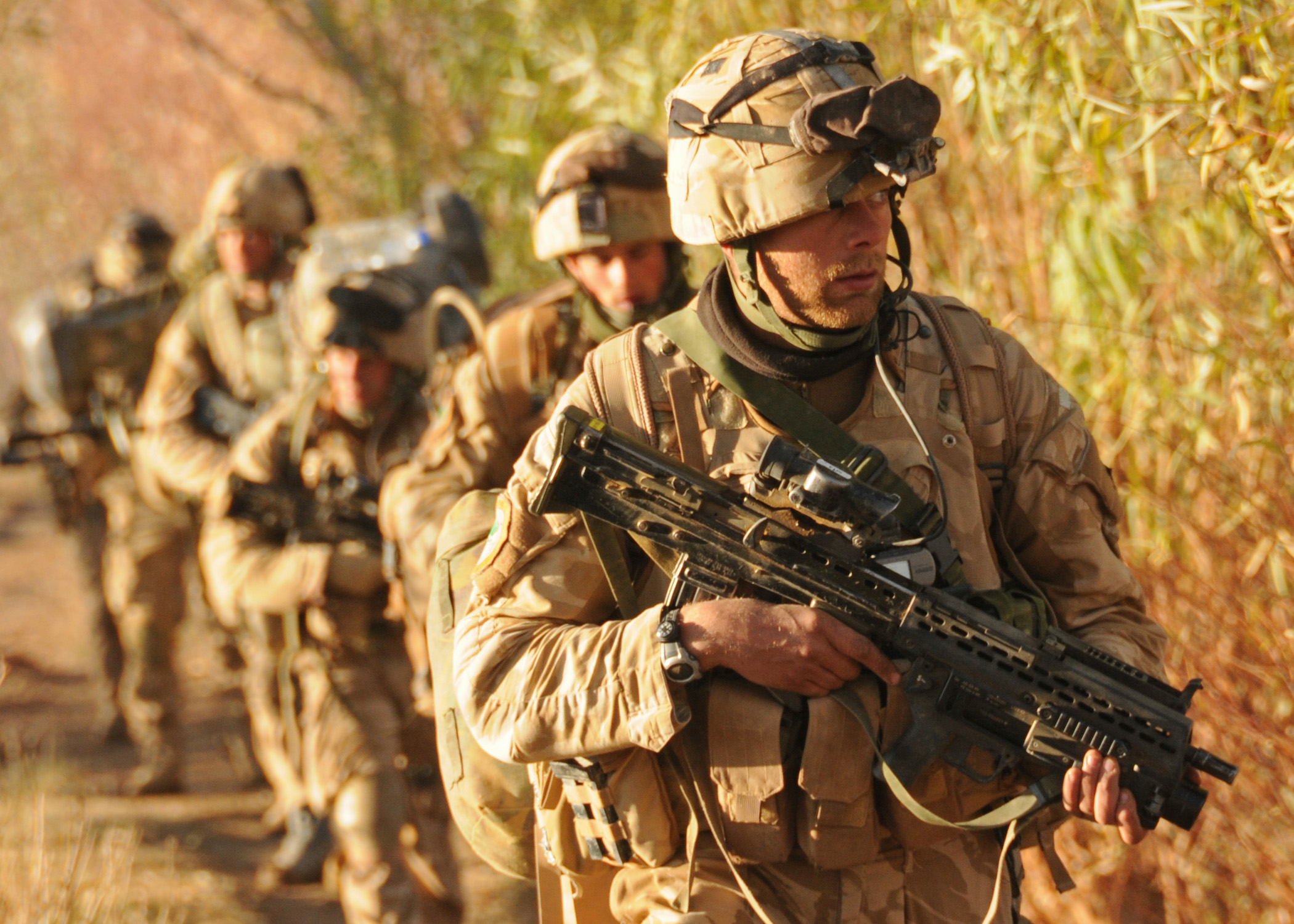
British Royal Marine Commando mit L85A2 und L123A2

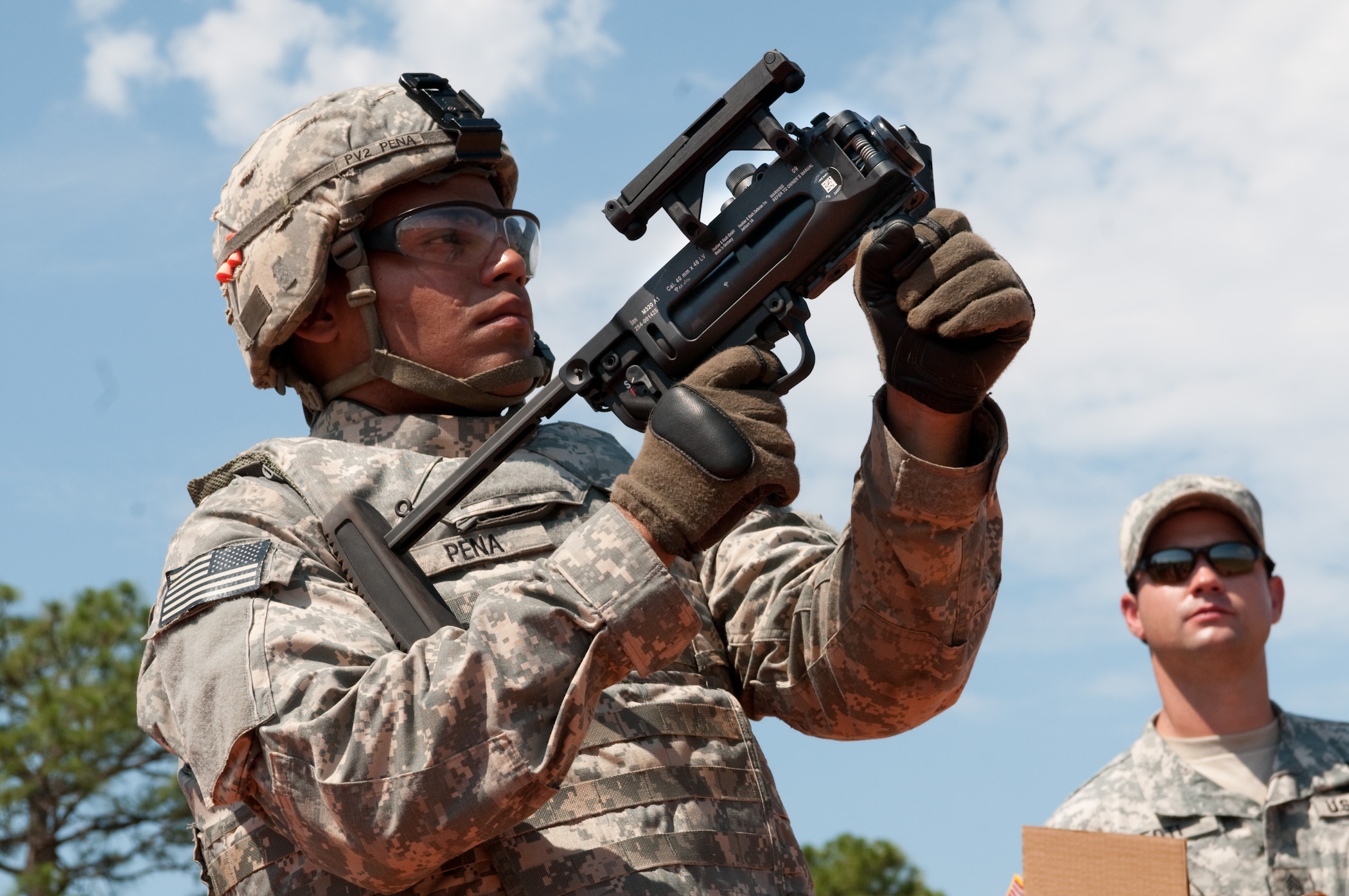
M320 mit Schaft als Stand-Alone-Waffe

Hohlladung mit Splittermantel (HEDP)
- DM12 40 × 46 mm

Gummigeschosse mit aufgeschäumtem Kopf (Non-Lethal)
- DM119A1 40 × 46 mm
- DM159 40 × 46 mm

CS-Gasgeschosse (CS)
- DM129 40 × 123 mm
- DM149 40 × 123 mm

Übungsmunition (Practice)
- DM118A1 40 × 46 mm
- DM118A2 40 × 46 mm
- DM168 40 × 123 mm
- DM188 40 × 123 mm

Exerziermunition (Blank)
- DM100 40 × 46 mm
- DM120 40 × 123 mm

Auffällig ist, dass die Bundeswehr keine Spring-Splittergranaten, lange HE-FRAG-Granaten oder Rauchgranaten verwendet. Die USA verwenden beispielsweise die M397(A1)-Spring-Splittergranaten, die bei Bodenkontakt durch eine kleine Treibladung in die Höhe geschleudert werden und dort explodieren. Zusätzlich stehen den amerikanischen Soldaten Rauchgranaten vom Typ M713/715/716 gegen Bodenaufklärung und Fallschirm-Rauchgranaten vom Typ M676/680/682 gegen Luftaufklärung zur Verfügung. Die Firma Martin Electronics (MEI) entwickelte noch spezielle 40 × 140-mm-Munition für den M32-Granatwerfer. Diese wurde laut Hersteller für M79, M203, M32 und AG36 qualifiziert:
- HELLHOUND: HEDP-Granate, produziert 45 % mehr Splitter als eine M433 und hat die doppelte Sprengstoffmenge. Als LV-Granate kann diese mit existierenden Visieren ins Ziel gebracht werden.
- DRACO: Thermobarische HEDP-Granate, der Sprengstoff wurde mit Metallpuder vermischt, um Hitze und Druckwelle zu verstärken. Produziert 40 % mehr Splitter als eine M433. Ebenfalls eine LV-Granate.
- MERCURY: HEDP-Granate, produziert 30 % mehr Splitter als eine M433 und hat 25 % mehr Sprengstoff. Als MV-Granate werden neue Visiere benötigt, die effektive Reichweite steigt auf 800 m.
- HUNTIR: Aufklärungsprojektil mit Kamera, wird über das Zielgebiet geschossen. In etwa 700 ft Höhe (213 Meter) wird die Schutzkappe abgesprengt und der Fallschirm geöffnet. Die Bilder werden in Echtzeit an ein tragbares Display gesendet.

In der Theorie verschießt die US-Armee keine Granaten mit Überlänge, da die M32-Werfer samt Munition nur vom Marine Corps gekauft werden. In der Praxis können die Granaten, da sie kompatibel mit dem AG36 sind, auch von der Army verwendet werden. Die Beschaffung des HUNTIR-Aufklärungsprojektils oder vergleichbarer Systeme wurde von der Bundeswehr auch für das IdZ-ES angedacht.

## Versionen
Heckler und Koch hat den AG36 an eine Vielzahl verschiedener Waffen und Länderwünsche angepasst. Die folgende Liste umfasst deshalb nur Ordonanzwaffen. Auf seinem Entwurf basieren folgende Modelle:
- Kanada: AG-C, diese Variante ist an Picatinny-Schienen montierbar.
- Deutschland: AG40-2 als integraler Bestandteil des HK G36.
- Niederlande: AG-NL, diese Variante ist an Picatinny-Schienen montierbar.
- Vereinigte Staaten: M320, wurde ursprünglich für das HK XM8 entwickelt. Die neue Variante für die US-Armee ist an Picatinny-Schienen montierbar.
- Vereinigtes Königreich: L17A1 für Picatinny-Schienen und L123A2 als integraler Bestandteil des L85 der britischen Streitkräfte.
- Lettland: AG36 als integraler Bestandteil des HK G36.
- Litauen: AG36 als integraler Bestandteil des G36V und G36KV.
- Spanien: AG36 als integraler Bestandteil des HK G36V.